# Белмонт (тауншип, Миннесота)
Белмонт (англ. Belmont) — тауншип в округе Джексон, Миннесота, США. На 2000 год его население составило 223 человека.

## География
По данным Бюро переписи населения США площадь тауншипа составляет 93,9 км², из которых 93,2 км² занимает суша, а 0,6 км² — вода (0,66 %).

## Демография
По данным переписи населения 2000 года здесь находились 223 человека, 90 домохозяйств и 66 семей.  Плотность населения —  2,4 чел./км².  На территории тауншипа расположено 98 построек со средней плотностью 1,1 построек на один квадратный километр. Расовый состав населения: 100,00 % белых. Испанцы или латиноамериканцы любой расы составляли 0,45 % от популяции тауншипа.
Из 90 домохозяйств в 27,8 % воспитывались дети до 18 лет, в 68,9 % проживали супружеские пары, в 2,2 % проживали незамужние женщины и в 25,6 % домохозяйств проживали несемейные люди. 22,2 % домохозяйств состояли из одного человека, при том 6,7 % из — одиноких пожилых людей старше 65 лет. Средний размер домохозяйства — 2,48, а семьи — 2,93 человека.
21,5 % населения — младше 18 лет, 7,2 % — в возрасте от 18 до 24 лет, 28,3 % — от 25 до 44, 22,4 % — от 45 до 64, и 20,6 % — старше 65 лет. Средний возраст — 40 лет. На каждые 100 женщин приходилось 134,7 мужчин.  На каждые 100 женщин старше 18 приходилось 124,4 мужчин.
Средний годовой доход домохозяйства составлял 47 813 долларов, а средний годовой доход семьи —  51 071 доллар. Средний доход мужчин —  31 000  долларов, в то время как у женщин — 11 250. Доход на душу населения составил 23 215 долларов. За чертой бедности находились 4,4 % семей и 6,4 % всего населения тауншипа, из которых 4,8 % младше 18 и 8,2 % старше 65 лет.